# Israel Nature and Parks Authority

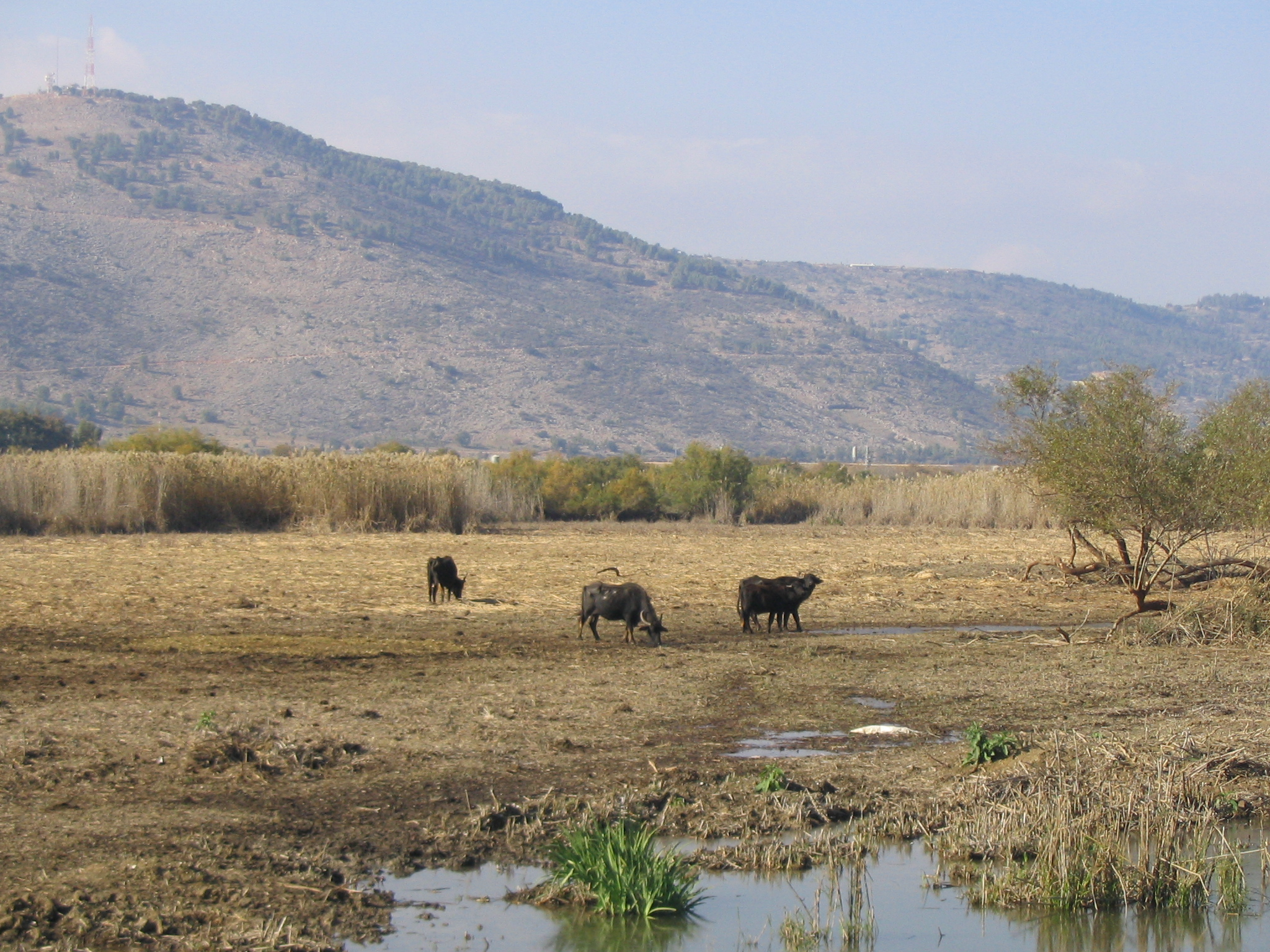
Hula Valley Naturschutzgebiet

Die Reschut ha-Teva wə-ha-Gannim (hebräisch רְשׁוּת הַטֶּבַע וְהַגַּנּים Rəšūt ha-Ṭeva wə-ha-Gannīm, deutsch ‚Behörde der Natur und der Gärten‘, englisch Israel Nature and Parks Authority; INPA) ist die israelische staatliche Behörde für die Verwaltung und Betreuung von Naturschutzgebieten und Nationalparks. Die Behörde mit Sitz Jerusalem entstand 1998 durch die Zusammenführung der Behörde für die Verwaltung der Naturschutzgebiete und der Behörde für die Nationalparks, die jeweils seit 1964 existierten.
Sitz ist Jerusalem.

## Regionen
Es werden 41 Nationalparks and 13 Naturschutzgebiete verwaltet. Die israelische Definition eines Nationalparks weicht von der IUCN Kategorie II deutlich ab.
Die Zuständigkeit ist in sechs Regionen gegliedert:
- Golanhöhen, See Genezareth und Galiläa
- Untergaliläa und die Täler Galiläas
- Karmelgebirge, die Mittelmeerküste und der Zentralbezirk
- Judäa und das Tote Meer
- die Wüste Negev
- Eilat und die Senke Arava an der jordanischen Grenze